# Aethelbald di Mercia
Etelbaldo o Æthelbald (anche nelle grafie Aethelbald e Ethelbald; ... – Seckington, 757) fu re di Mercia dal 716 al 757.
Era figlio di Alweo, nipote di Eowa e fratello di Penda. Secondo alcune fonti, passò i primi anni della sua vita in esilio.
Con la morte di Ceolred, nel 716, tornò nel suo paese e salì al potere. Riuscì ad imporre l'autorità di Mercia nel sud dell'Inghilterra dopo la morte di Wihtred del Kent nel 725 e l'abdicazione di Ine del Wessex.

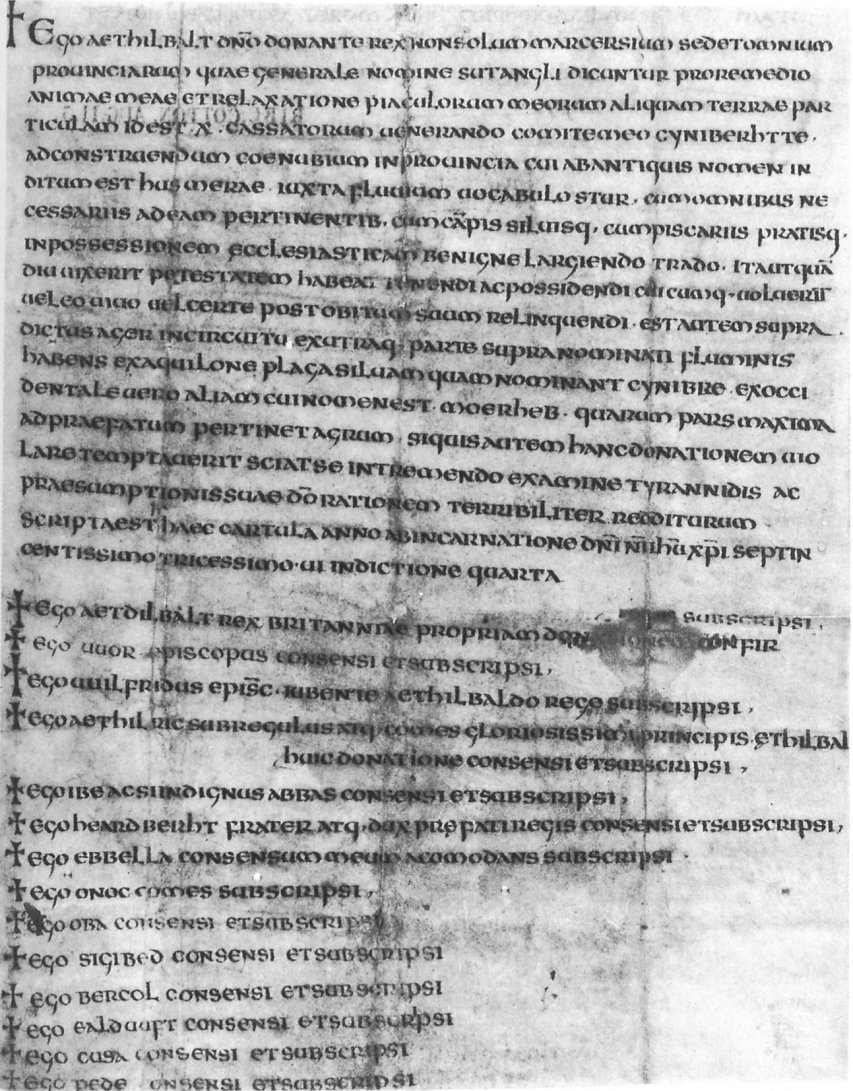
Una lettera manoscritta di Aethebald a Cyneberth, 736.

Divenne poi Bretwalda. Nel 752 Aethelbald fu sconfitto da Cuthred del Wessex, territorio su cui, però, sembra aver poi ripreso il potere. Fu assassinato nel 757 ad opera della sua guardia personale a Seckington, nel Warwickshire. La guerra civile che ne seguì fu vinta da Offa di Mercia.